# جوردن دا كوستا
جوردن دا كوستا (بالبرتغالية: Jordan da Costa‏) هو لاعب كرة قدم برازيلي، ولد في 24 نوفمبر 1932 في ريو دي جانيرو في البرازيل، وتوفي بنفس المكان في 17 فبراير 2012 بسبب السكري. لعب مع نادي فلامنغو.